# 波士顿北站

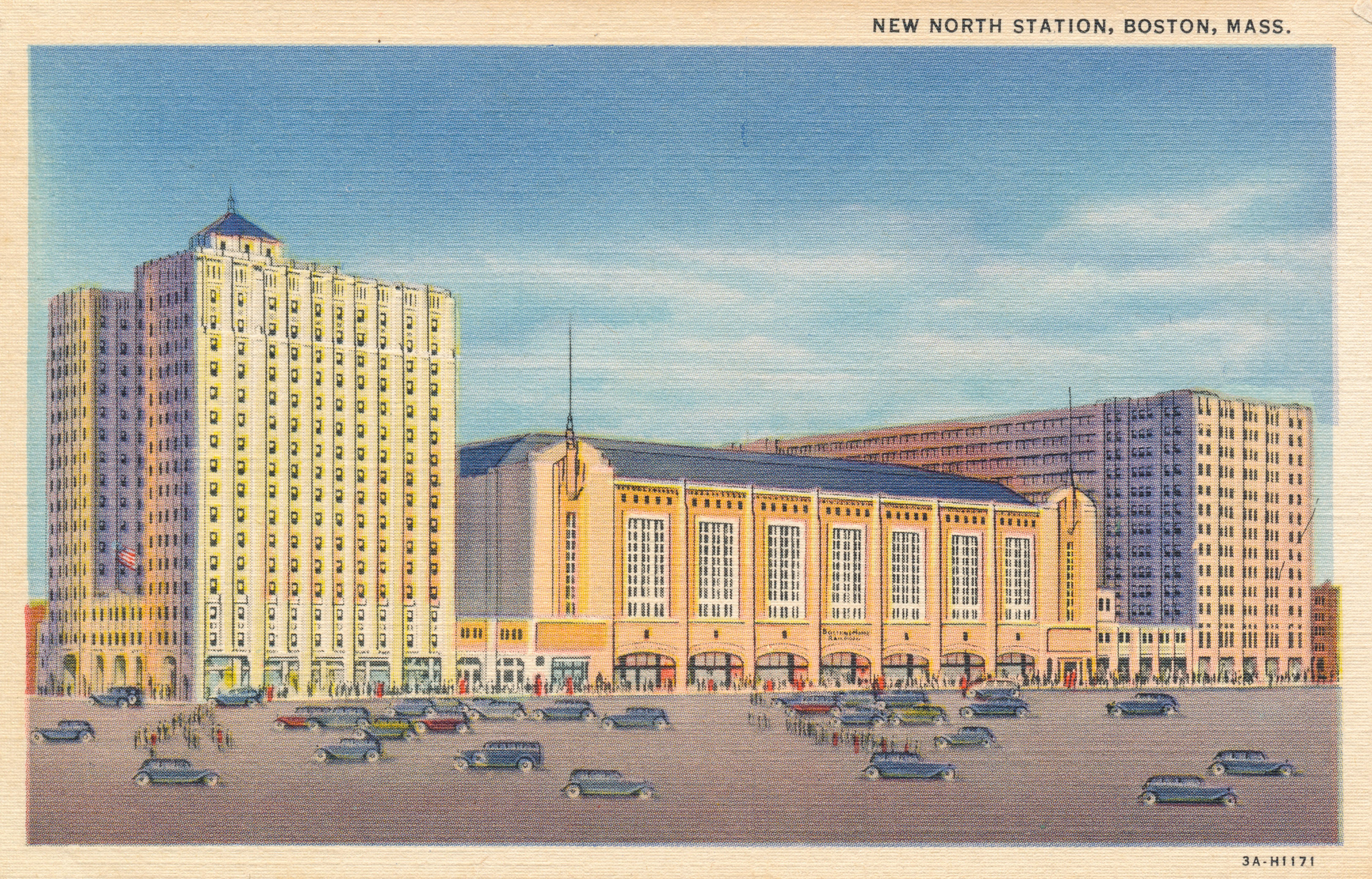
1928年前后的波士顿北站

波士顿北站（英語：North Station）位于美国马萨诸塞州波士顿市内科斯威街与纳舒厄街路口，火车站大厅在TD花园一楼，是波士顿重要的公共交通换乘枢纽。波士顿有两座主要的火车站，分别是波士顿南站和波士顿北站。从四面八方驶向波士顿的通勤铁路和美国国铁停靠在这两座火车站。TD花园是波士顿重要的体育赛场，承办包括凯尔特人队主场在内的多种体育赛事，也是各类音乐会、大学毕业典礼等活动的举办地。

## 介绍

### 火车站
波士顿北站基础设施包括：
- 马萨诸塞湾交通局通勤铁路北方线路终点站
- 美国国鐵缅因州东部沿海地区号列车终点站
- 人工售票窗口
- 小型美食广场和等候区
- 楼上为举办体育赛事及各大活动的TD花园
- 停车楼（私营）

波士顿南部通勤铁路线和前往纽约、费城、华盛顿特区的美国国铁東北走廊客运线从波士顿南站发车。南站与北站间相距1.25英里，但是两座车站之间没有直接的铁路连接，只能乘坐地铁前往。乘坐波士顿地铁橙线至后湾站也可换乘美国国铁、普罗维登斯/斯托顿线、尼德海姆线、富兰克林线和尼德姆通勤铁路。除此以外，可以乘坐菲奇堡线至波特站换乘波士顿地铁红线可至波士顿南站。马萨诸塞湾交通局曾提议南北铁路贯通工程修建铁路隧道将波士顿南北站连通，但由于造价过高，马萨诸塞州联邦于2006年5月驳回提议。

### 地铁站

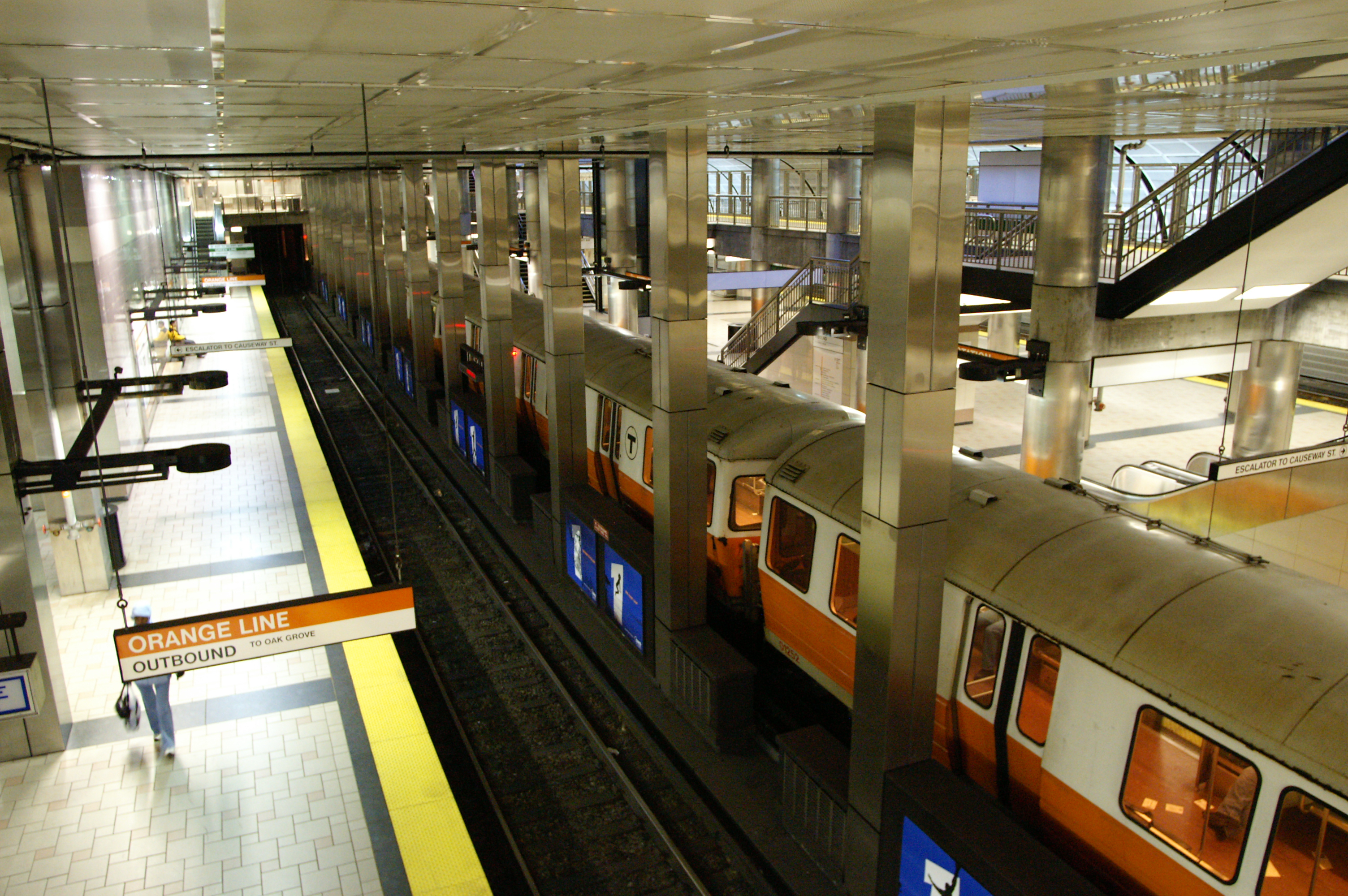
2006年，一列橙线列车停靠在波士顿北站

- 波士顿地铁系统橙线和绿线车站

#### 车站结构
| G  | 地面                                 | 出入口                                                         |
| B1 | 出城                                 | 往莱希米尔 （科学公园）                                        |
| B1 | 侧式站台，右侧开门                   |                                                                |
| B1 | 夹层                                 | 单行检票口、售票机、车站服务员 通往波士顿通勤铁路/美国国铁站台 |
| B2 | 入城                                 | 往克利夫兰环岛或希思街 （干草市场）                            |
| B2 | 島式月台，绿线左侧开门，橙线右侧开门 |                                                                |
| B2 | 入城                                 | 往森林山 （干草市场）                                          |
| B2 | 出城                                 | 往橡树林 （社区大学）                                          |
| B2 | 侧式站台，右侧开门                   |                                                                |

### 无障碍乘车
波士顿北站所有交通设施均为無障礙環境。车站设有电梯供乘客在橙线与绿线之间换乘。地铁橙线所有车站均为无障碍车站，绿线部分车站为无障碍车站。

### 公交车换乘
波士顿北站停靠有两条公共汽车线，一条为波士顿公交，一条为私营服务线：
- 4：波士顿北站 - 波士顿南站 - 莫克利联邦法院（英语：Moakley Federal Courthouse） - 世贸中心（英语：Boston World Trade Center）
- EZRide摆渡车（英语：EZRide）[5]

### Lovejoy码头

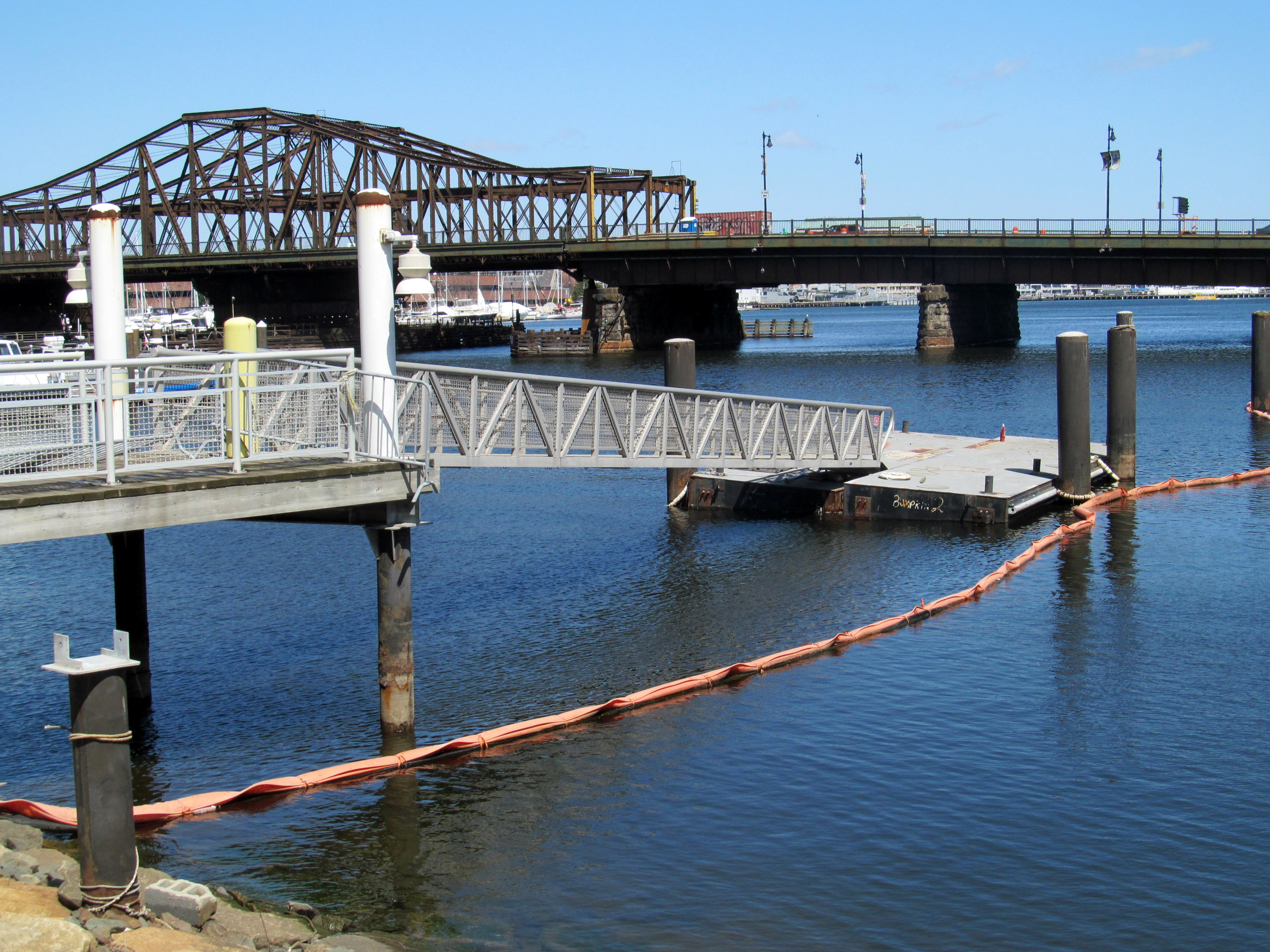
Lovejoy码头的水上出租车及渡轮码头

在波士顿北站东北角比弗里街尽头，旁边是查尔斯河坝和查尔斯河的入海口。前往洛根机场和波士顿海滨区的水上計程車在此停靠。
1997年大开掘工程开始后，波士顿渡轮F3号线往返于Lovejoy码头和波士顿海军造船厂，F5号线往返于Lovejoy码头和海港世贸中心。2005年1月21日后，由于搭乘乘客过少，渡轮停运。F5XLovejoy码头至海港世贸中心直达渡轮独立运营，一直运营至2006年2月24日。

## 历史

### 早期历史

#### 北波士顿联合车站

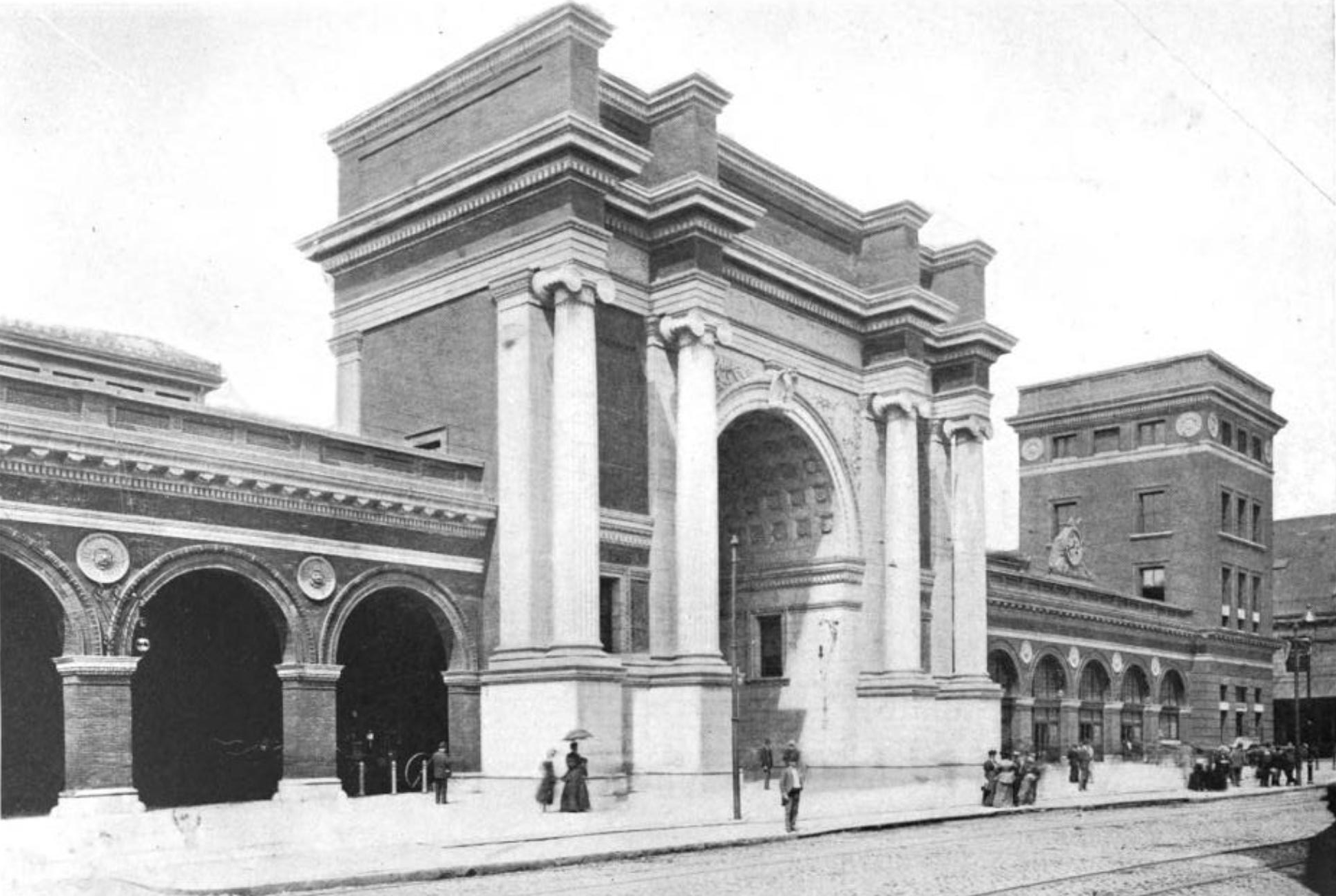
1897年前后的北波士顿联合车站

波士顿北站前身为北波士顿联合车站，于1893年正式开放运行。建立联合车站的主要目的是整合代替原址附近的四座车站：
- 波缅铁路（英语：Boston and Maine Railroad）终点站位于干草市场广场（英语：Haymarket Square (Boston)）北侧，运河街和黑弗里尔街之间。其轨道后来被用于轻轨绿线和地铁橙线。
- 波士顿洛厄尔铁路（英语：Boston and Lowell Railroad）终点站在纳舒厄街东侧，现在北站地块。
- 东部铁路（英语：Eastern Railroad (Maine)）终点站，在科斯威街对面，现在北站地块。
- 菲奇堡铁路（英语：Fitchburg Railroad）站，靠近比弗里街。

特里蒙特街地铁，如今的波士顿轻轨绿线从北站南方的运河街隧道入口来到地表。 查尔斯顿高架线，如今的波士顿地铁橙线从华盛顿街隧道来到地表。

#### 地铁的建设
1898年，特里蒙特街地铁从公园街站向北延伸，通过运河街隧道入口来到地表。1901年开通的主街高架线在北波士顿联合站设有高架车站。高架线列车早先使用特里蒙特街地铁隧道，向北连接至查尔斯顿高架线，向东与大西洋大道高架相连。1908年高架线有了其自己的隧道后不再与特里蒙特街地铁共用隧道。
科斯威街高架于1912年开通，在科斯威街上设有高架有轨列车站。

### 波士顿北站
北波士顿联合车站于1928年拆除，在原址上建造了波士顿花园，新大楼一楼为波士顿北站。
1928年，大西洋大道高架线被往返于波士顿南北站的摆渡车代替，1938年海滩街事故发生后被完全停运。高架线于1942年拆除，但是摆渡车站台保存了下来。

#### 1959年爆炸

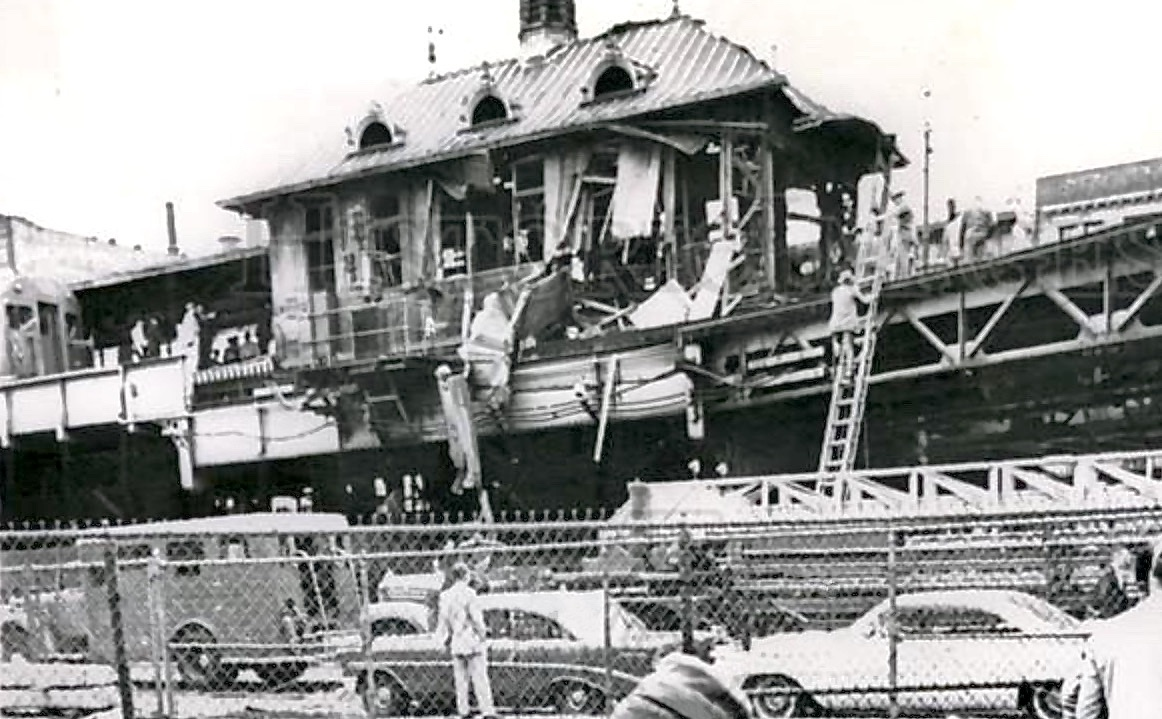
1959年爆炸事件

1959年，主街高架线车站储物箱中的炸弹爆炸，事件致使一名工作人员死亡。事发当天列车停止运营，但仅在第二天就恢复运行，出乎民众意料。事件发生后，交通局收到了恐吓电话，威胁将实施更多爆炸袭击，但是并没有更多爆炸事件发生。

#### 城际铁路服务

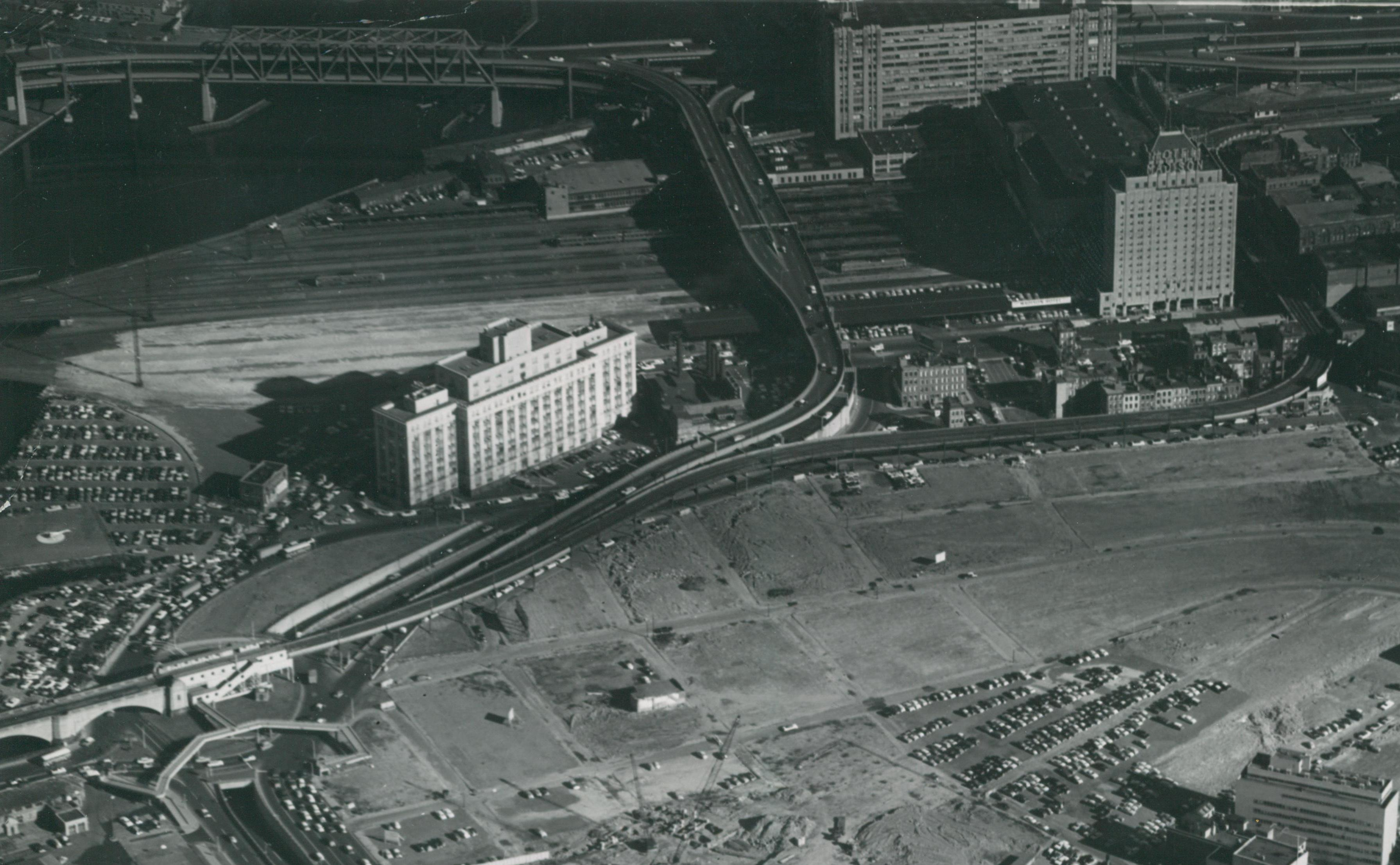
60年代早期的波士顿北站

直到20世纪60年代，波士顿北站都是波士顿西北方向长途铁路服务的中央车站。但是从50年代开始，部分线路缩短或被通勤铁路所替代。1965年，只有通往新罕布什尔州康科德和多佛的城际铁路 服务坚持每日运行，1967年6月30日这两条铁路服务也被终止了。
在联邦财政支持下，通往康科德的波士顿通勤铁路在1980年1月28日至1981年3月1日期间试运营。
| 名称                 | 波缅铁路终点车站                                           | 合作铁路运营商                                 | 目的地                                       | 停运时间   |
| -------------------- | ---------------------------------------------------------- | ---------------------------------------------- | -------------------------------------------- | ---------- |
| The Minute Man       | 途径菲奇堡、格林菲尔德到达纽约州特洛伊                     | 紐約中央鐵路                                   | 芝加哥                                       | 1960年     |
| The Cheshire         | 途径菲奇堡、基恩到达贝尔罗斯菲尔斯                         | -                                              | -                                            | 1958年     |
| Green Mountain Flyer | 贝尔罗斯菲尔斯                                             | 拉特兰铁路                                     | 佛蒙特州伯靈頓、加拿大魁北克省蒙特利尔       | 1953年     |
| Ambassador           | 途径马萨诸塞州洛厄尔、新罕布什尔州康科德到达白河交汇站     | 佛蒙特州中央铁路                               | 佛蒙特州埃塞克斯交汇、加拿大魁北克省蒙特利尔 | 1966年     |
| Alouette             | 途径马萨诸塞州洛厄尔、新罕布什尔州康科德到达佛蒙特州威尔河 | 加拿大太平洋鐵路                               | 加拿大魁北克省蒙特利尔                       | 1965年     |
| Connecticut Yankee   | 途径新罕布什尔州康科德到达白河交汇站                       | 新天堂铁路 佛蒙特州中央铁路 魁北克中央铁路     | 魁北克市、舍布魯克                           | 1953年前后 |
| Flying Yankee        | 途径新罕布什尔州多佛到达緬因州波特蘭                       | 缅因州中央铁路                                 | 缅因州班戈                                   | 1957年     |
| Aroostook Flyer      | 缅因州波特兰                                               | 缅因州中央铁路 班戈及阿鲁斯图克铁路            | 班戈、缅因、普雷斯克艾爾                     | 1961年     |
| The Gull             | 缅因州波特兰                                               | 缅因州中央铁路 加拿大太平洋鐵路 加拿大國家鐵路 | 圣约翰、哈利法克斯                           | 1960年     |

### 马萨诸塞湾交通局时代

#### 新车站

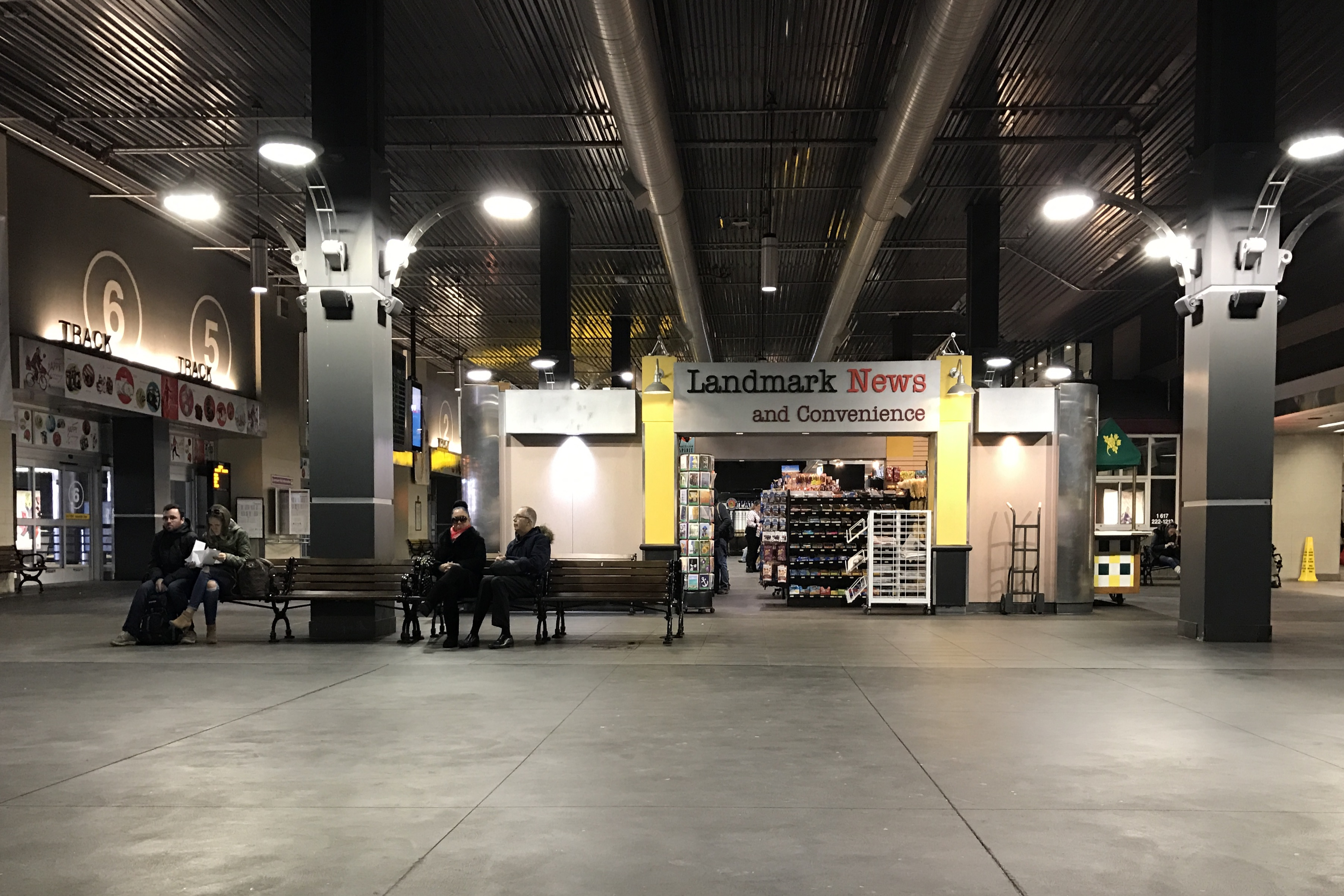
扩建后的通勤铁路及美铁候车大厅

1984年1月20日，波士顿北站查尔斯河通勤列车钓桥进站轨道支架被大火烧毁，黑弗里尔线列车只能开往橡树林站，纽伯里波特/罗克波特线列车临时在沙利文广场站折返，洛厄尔线和菲奇堡线在莱希米尔站附近折返。1984年6月28日，马萨诸塞湾交通局建造替换支架以及新的轨道和平台，花费1130万美元。1985年4月20日重建的车站开放。1989年3月29日，马萨诸塞湾交通局花费1370万美元，用于升高通勤铁路站台。1990年6月25日举行了地下车库的奠基仪式，随后于7月12日为站台施工举行同样的仪式。

1993年2月，交通局与开发商达成协议，希望改造波士顿花园。为获得建造舰队中心的土地和建设权，开发商希望在体育场的一层建造火车站候车大厅及站台。舰队中心，北站大厅和车库于1995年开放。
2001年，美国国铁开设缅因州东部沿海地区号列车，从波士顿北站出发开往缅因州波特蘭，东行线后来进一步延伸至缅因州的不伦瑞克。这条客运服务线将马萨诸塞州、新罕布什尔州和缅因州串在一起，成为了新英格兰地区最受欢迎的铁路线之一。因此，在2018财年中，波士顿北站的繁忙程度在美国国铁所有车站中排行第23，在新英格兰所有车站内排行第5。前四名分别为波士顿南站、普罗维登斯站、纽黑文联合车站和后湾站。
2006年4月，MBTA计划将车站一楼的火车候车大厅扩建。2007年1月，扩建工程部分完工，项目资金由TD花园的拥有者，特拉华北方公司支付。扩建后的车站拥有12股轨道，但是目前只有10股轨道投入使用。

#### “超级车站”

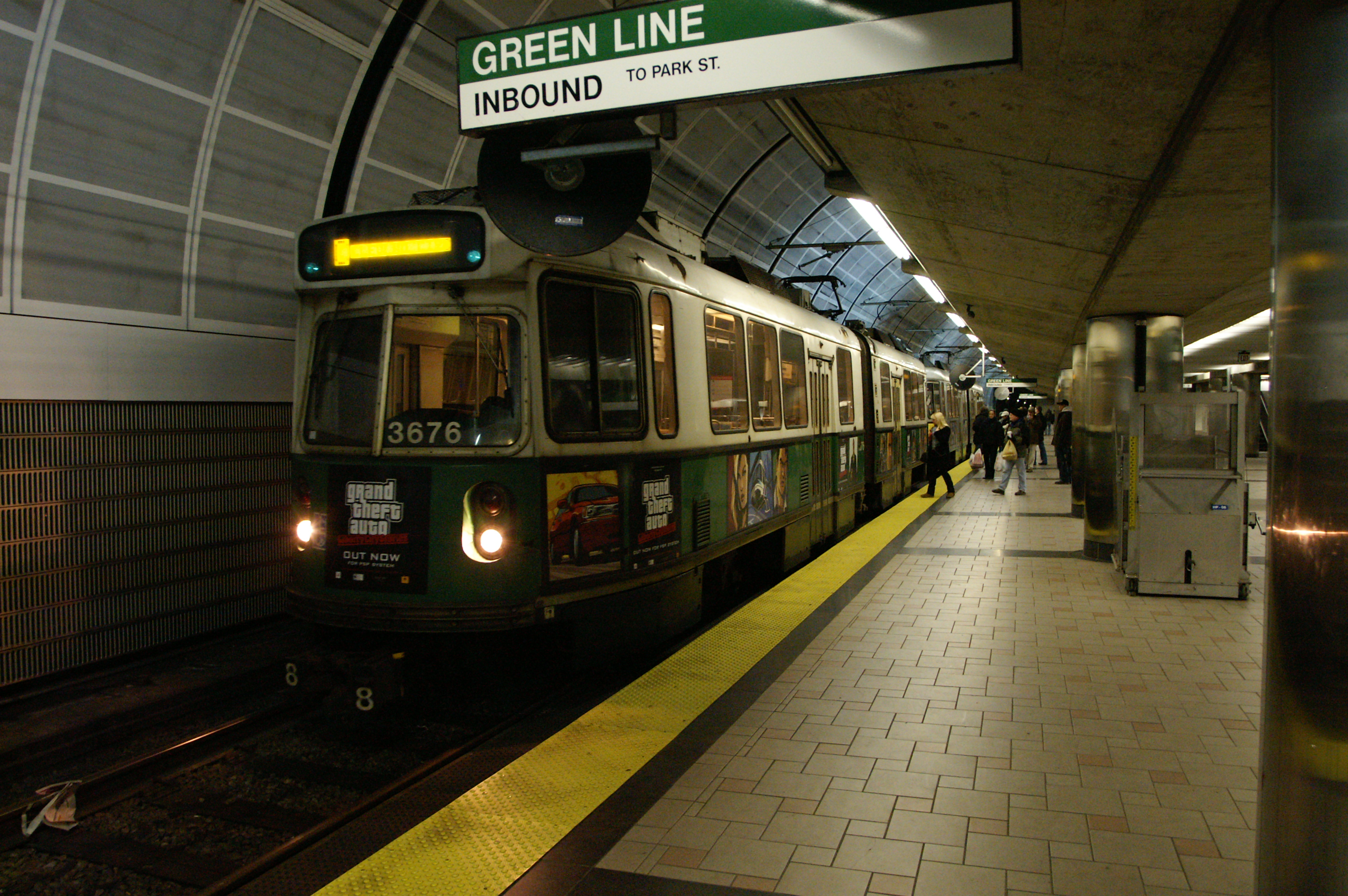
向南方形行驶的绿线列车停靠在超级车站站台。（2006年2月）

新建北站的同时，马萨诸塞湾交通局希望在北站地下建造绿线和橙线跨月台换乘“超级车站”。工程竣工后便可拆除地表的绿线高架车站。
1975年，干草市场延长线项目将波士顿地铁橙线埋入地下，1997年3月28日，绿线运河街地面终点站因施工而永久关闭。
2004年6月25日，科斯威街高架停止使用，6月28日，绿线和橙线开始使用新的北站车站。南行方向绿线列车于橙线列车在同一个岛式站台停靠，北行方向绿线站台在夹层。2005年11月12日，北站开往莱希米尔站的隧道开通，该段服务恢复运行。车站施工共花费2.62亿元。
2019年6月24日，马萨诸塞湾交通局拨款2970万美元，用于波士顿北站、干草市场站、州街站及市中心十字站的车站清理、寻路路牌替换等改进措施。

#### 波士顿花园塔
2016年初开始，波士顿房产公司开始在波士顿花原址处兴建两座多功能综合体大楼，命名为“科斯威街中心”。工程将为火车站新增科斯威街入口，并修建从车站直达地铁的步行隧道。地铁站位于科斯威街的出口于2016年1月2日正式永久关闭，新的替换出口于2019年1月6日开放。
为方便残障人士出行，马萨诸塞湾交通局也计划为瓦伦蒂街地铁出口增加电梯。

#### 更换钓桥
位于波士顿北站的两座双轨铁路钓桥由于老化问题，计划将其更换为两个三轨道吊桥。工程将同时建设第六座车站站台，为第11和12条铁道服务。 截至2016年10月，钓桥更替工程竞价为7500万美元，工程预计于2016年12月开工。